# Championnat de Sierra Leone de football 2022-2023
Navigation
Édition précédente Édition suivante
La saison 2022-2023 du Championnat de Sierra Leone de football est la trente-neuvième édition de la Premier League, le championnat national de première division en Sierra Leone. Les dix-huit équipes se rencontrent deux fois au cours de la saison, en matchs aller-retour. À la fin du championnat, les trois derniers du classement sont relégués et remplacés par les trois meilleures formations du championnat de deuxième division.
C'est le club de Bo Rangers FC, tenant du titre, qui est de nouveau sacré champion cette saison, après avoir terminé en tête du classement final, avec 19 points d'avance sur le deuxième. Il s'agit du deuxième titre de champion de l'histoire du club.

## Participants
- Bo Rangers FC
- East End Lions FC
- Wusum Stars FC
- Mighty Blackpool FC
- Kallon Football Club
- Kamboi Eagles FC
- East End Tigers FC
- Ports Authority FC
- Central Parade FC est renommé Wilberforce Strikers
- Diamond Stars
- Bai Burreh Warriors
- Freetown City FC
- FC Johansen
- Mount Aureol SLIFA est renommé Freetonians SLIFA
- Old Edwardians FC
- Real Republicans FC - Promu de D2
- Luawa FC - Promu de D2
- Lamboi FC - Promu de D2

## Compétition
Le classement est établi sur le barème de points suivant : victoire à 3 points, match nul à 1, défaite à 0.
| Rang | Équipe                | Pts | J  | G  | N  | P  | Bp | Bc | Diff |
| ---- | --------------------- | --- | -- | -- | -- | -- | -- | -- | ---- |
| 1    | Bo Rangers FC T       | 80  | 34 | 23 | 11 | 0  | 45 | 12 | +33  |
| 2    | Mighty Blackpool FC   | 61  | 34 | 18 | 7  | 9  | 42 | 31 | +11  |
| 3    | East End Lions FC     | 60  | 34 | 17 | 9  | 8  | 35 | 18 | +17  |
| 4    | Kallon Football Club  | 57  | 34 | 16 | 9  | 9  | 49 | 34 | +15  |
| 5    | Diamond Stars         | 47  | 34 | 12 | 11 | 11 | 35 | 26 | +9   |
| 6    | Freetonians SLIFA     | 46  | 34 | 11 | 13 | 10 | 33 | 30 | +3   |
| 7    | Bai Burreh Warriors   | 44  | 34 | 11 | 11 | 12 | 29 | 40 | -11  |
| 8    | Ports Authority FC    | 43  | 34 | 11 | 10 | 13 | 25 | 29 | -4   |
| 9    | Wusum Stars FC        | 41  | 34 | 12 | 5  | 17 | 45 | 44 | +1   |
| 10   | Luawa FC P            | 41  | 34 | 10 | 11 | 13 | 23 | 25 | -2   |
| 11   | Old Edwardians FC     | 41  | 34 | 10 | 11 | 13 | 32 | 36 | -4   |
| 12   | Freetown City FC      | 41  | 34 | 10 | 11 | 13 | 23 | 30 | -7   |
| 13   | Lamboi FC P           | 40  | 34 | 11 | 7  | 16 | 27 | 44 | -17  |
| 14   | Real Republicans FC P | 39  | 34 | 10 | 9  | 15 | 26 | 31 | -5   |
| 15   | Wilberforce Strikers  | 39  | 34 | 9  | 12 | 13 | 32 | 39 | -7   |
| 16   | Kamboi Eagles         | 38  | 34 | 9  | 11 | 14 | 29 | 35 | -6   |
| 17   | FC Johansen           | 38  | 34 | 9  | 11 | 14 | 22 | 33 | -11  |
| 18   | East End Tigers FC    | 33  | 34 | 8  | 9  | 17 | 27 | 42 | -15  |

|  | Qualification pour la Ligue des champions 2023-2024       |
|  | Qualification pour la Coupe de la confédération 2023-2024 |
|  | Relégation                                                |
|  | T : Tenant du titre P : Promu de deuxième division        |

## Bilan de la saison
| Championnat de Sierra Leone de football 2022-2023 |                          |
| Champion                                          | Bo Rangers FC (2e titre) |
| Coupes et trophées                                |                          |
| Vainqueur de la Coupe de Sierra Leone 2022-2023   | Non disputée             |
| Qualifications continentales                      |                          |
| Ligue des champions de la CAF 2023-2024           | Bo Rangers FC            |
| Coupe de la confédération 2023-2024               | Kallon Football Club     |
| Promotions et relégations                         |                          |
| Promus en Première division                       | Bhantal                  |
| Promus en Première division                       | Kholifa Stars            |
| Promus en Première division                       | Kahunla Rangers          |
| Relégués en Deuxième division                     | Kamboi Eagles            |
| Relégués en Deuxième division                     | FC Johansen              |
| Relégués en Deuxième division                     | East End Tigers FC       |